# Umberto Spigo
Umberto Spigo (Patti, 4 juin 1883 - Turin, 26 septembre 1954) est un militaire italien, général de l'armée royale (Regio Esercito) pendant la Seconde Guerre mondiale, qui est resté dans les mémoires pour son rôle pendant l'occupation italienne en Dalmatie entre 1942 et 1943.

## Biographie
Né dans la province de Messine en 1883, Umberto Spigo est très jeune étudiant à l'Académie du Corps d'Artillerie et du Génie de Turin, obtenant sa nomination comme sous-lieutenant (sottottenente) dans l'arme d'artillerie le 5 septembre 1904.
Il est lieutenant (tenente) au 1er régiment d'artillerie de forteresse (1909) et capitaine (capitano), à partir du 31 décembre 1914, au 10e régiment d'artillerie de forteresse (siège) à Turin (1910-1915) et, en même temps, commande à l'école de guerre.
Il participe à la guerre de Libye et à la Grande Guerre avec de grandes distinctions pour sa bravoure, obtenant une médaille d'argent de la valeur militaire à Gorizia en août 1916, alors qu'il était au commandement de l'artillerie de l'armée, puis atteint le grade de lieutenant-colonel (tenente colonnello) le 17 novembre 1918.
En tant que lieutenant-colonel, il est d'abord professeur auxiliaire à l'école de guerre de Turin à partir du 10 mars 1919, puis attaché militaire à Sofia et enfin effectif au 1er régiment d'artillerie lourde à partir du 31 mars 1927.
En tant que colonel (colonnello), il a été commandant du 3e régiment d'artillerie lourde et commandant de l'école d'officiers de réserve à Pula entre 1933 et 1934.
À partir du 4 juin 1934, il est d'abord chef de bureau, puis secrétaire de la Commission suprême de défense et, le 1er janvier 1937, promu général de brigade (generale di Brigata), il commande le corps d'artillerie à Rome du 1er octobre suivant au 30 juin 1939, date à laquelle, promu général de division (generale di divisione), il commande la 21e division d'infanterie "Granatieri di Sardegna", également basée à Rome, et revient à la Commission suprême de défense en tant que secrétaire général à partir du 5 juin 1940.
Il est ensuite, jusqu'en 1942, commandant de l'artillerie du IXe corps d'armée à Bari et, à partir du 8 août de cette année, il devient commandant par intérim du XVIIIe corps d'armée à Split, en remplacement du général Quirino Armellini. Le 29 octobre suivant, il est promu général de corps d'armée (generale di corpo d'armata) et devient commandant par intérim du XVIIIe corps d'armée,,,,.
On se souvient également du général Spigo pour une page hideuse d'intolérance qui s'est déroulée pendant les 45 jours incertains du gouvernement Badoglio :
En août 1943, le village de Bol (sur l'île dalmate de Brač, juridiction du XVIIIe corps d'armée) était occupé par la 323e compagnie du 10e bataillon alpin côtier, commandée par le capitaine alpini Leo Banzi, fils du général d'artillerie retraité Angelo Banzi ; l'unité était mal équipée et presque à court d'armes lorsque le 5 août, malgré une résistance extrême, elle fut envahie par les partisans yougoslaves et confrontée à l'alternative de rendre les armes ou d'être massacrée.
Le capitaine Banzi, qui était responsable de la vie de soixante-dix soldats alpins de la garnison, a ordonné l'évacuation de la zone.
Dans des embarcations de fortune, surmontant de graves dangers, le capitaine Banzi et ses hommes ont atteint Punta Maddalena (près de Šibenik, en Croatie) où ils ont été traduits en cour martiale par une cour martiale italienne.
Le tribunal militaire extraordinaire improvisé, exemplaire de toute l'organisation présumée, s'est immédiatement mis à juger.
Nommée par Spigo et présidée par un colonel Bianchi non identifié, la cour martiale de Šibenik a conclu son infâme travail en deux heures, sans procéder à l'interrogatoire des témoins ni attendre l'arrivée du rapport prescrit du commandant du régiment, dont dépendaient les hommes jugés.
Le capitaine Leo Banzi est reconnu coupable du crime d'aide à l'ennemi et de reddition en rase campagne ; il est rétrogradé et condamné à être fusillé ; le sous-lieutenant Renzo Raffo et vingt-six autres soldats (23 alpini et 3 carabiniers) sont reconnus coupables de démobilisation en cours de combat et condamnés à être fusillés sur la plage de Punta Maddalena.
Ce n'était pas suffisant : vingt-trois autres soldats alpini de la 323e compagnie ont été condamnés à quinze ans de prison et envoyés aux travaux forcés dans les mines d'aluminium de Šibenik.
À peine un mois plus tard, ce sera le général Spigo et les commandants principaux qui fuiront devant l'ennemi, laissant seuls et sans ordres plus d'un million de soldats dont ils avaient exigé des serments et une obéissance au-delà de tout bon sens humain et militaire.
Après dix ans, le procès a été refait par le tribunal militaire territorial de Bari avec le résultat de reconnaître que les soldats alpini de Bol avaient résisté à l'attaque de l'adversaire au maximum de leurs capacités ; avoir été tués inutilement, par orgueil militaire mal conçu, aurait été une erreur. Les soldats alpini avaient été submergés, il est inutile de le nier, malgré la vaillance exprimée mais pas assez pour compenser l'insuffisance de leurs armes et le nombre d'assaillants, si ces derniers avaient donné aux soldats alpini une chance de se sauver c'est qu'ils avaient reconnu leur bonté et leur héroïsme.
Vingt soldats alpini survivants sont finalement sortis de la prison en disant : Paìs, l'è finida la guera !. et vingt-huit télégrammes ont été envoyés par le général Salvi, président du tribunal militaire de Bari, aux différentes familles des massacrés : « Je ne vous rends pas la vie de vos proches, mais l'honneur immaculé ». Le tribunal a également ordonné que le dispositif de la peine de réhabilitation soit transcrit sur l'acte de décès de chacun des innocents abattus,,,.
Lors de l'armistice du 8 septembre 1943 (Armistice de Cassibile), le général Spigo a remis la ville de Zadar aux Allemands le 10 septembre. Le 15, il s'est embarqué sous escorte avec 250 hommes de son commandement pour Venise, où il a pu échapper à la captivité. Il est ensuite retourné dans le Piémont, où il vivait, en concluant un accord avec les Allemands et en se cachant jusqu'à la fin de la guerre,,.
En 1946, il rédige une importante étude sur la guerre qui vient de se terminer et sur le potentiel de guerre de l'Italie, intitulée Premesse tecniche della disfatta (« Prémisses techniques de la défaite »). Il a été accusé de crimes de guerre par la Yougoslavie, mais n'a jamais été extradé.
Il meurt à Turin en 1954,,,.

## Décorations
- Médaille d'argent de la valeur militaire - Gorizia, août 1916
- Médaille italienne de la Victoire interalliée
- Grand officier de l'ordre de la Couronne d'Italie - décret royal du 26 mai 1942[15]

## Source
- (it) Cet article est partiellement ou en totalité issu de l’article de Wikipédia en italien intitulé « Umberto Spigo » (voir la liste des auteurs).